# Municipio de Gulripshi
El municipio de Gulripshi (en georgiano: გულრიფშის მუნიციპალიტეტი; en abjasio: Гәылрыҧшь амуниципалитет) es un municipio de la República Autónoma de Abjasia de Georgia, aunque de facto se corresponde con el distrito de Gulripshi de la parcialmente reconocida República de Abjasia. El área total del municipio es 1835 kilómetros cuadrados y su centro administrativo es Gulripshi. La población era 18.032, según el censo de 2011.

## Geografía
El municipio de Gulripshi está ubicado en el oeste de Georgia y limita al noroeste con el municipio de Sojumi y al sureste con el de Ochamchire.
Entre los ríos Kelasuri y Kodori, a lo largo de la costa del Mar Negro, hay una franja montañosa, al sur de la cual se extiende la llanura del Mar Negro. 

## Historia
El distrito fue creado en 1943, abolido e integrado en el distrito de Sujumi en 1959, y restablecido en 1963.
Hasta la batalla del valle Kodori en agosto de 2008, la parte noreste del municipio de Gulripshi era parte de la Alta Abjasia, ya que la zona estaba controlada por Georgia, y era la sede del gobierno de la República Autónoma de Abjasia. En la Alta Abjasia vivían 1956 personas, principalmente esvanos.

## Política
Después de la guerra de Abjasia de 1992-1993, el gobierno de Georgia no controla el municipio de Gulripshi. Las autoridades de la autoproclamada república de Abjasia son quienes lo administran mediante el distrito de Gulripshi.

## División administrativa
El municipio consta de la capital municipal, Gulripshi, y los pueblos de Azhara (en el valle de Kodori), Babushara, Bagmarani, Dranda, Machara, Merjeuli, Pshapi, Tsebelda y Vladímirovka.

## Demografía
El municipio de Gulripshi ha tenido una disminución de población desde 1989, teniendo hoy sobre el 28% de los habitantes de entonces.
| Población del municipio de Gulripshi                                   | Población del municipio de Gulripshi | Población del municipio de Gulripshi | Población del municipio de Gulripshi | Población del municipio de Gulripshi | Población del municipio de Gulripshi | Población del municipio de Gulripshi | Población del municipio de Gulripshi | Población del municipio de Gulripshi | Población del municipio de Gulripshi | Población del municipio de Gulripshi | Población del municipio de Gulripshi |
|                                                                        | 1897                                 | 1922                                 | 1926                                 | 1939                                 | 1959                                 | 1970                                 | 1979                                 | 1989                                 | 2003                                 | 2011                                 | 2020                                 |
| ---------------------------------------------------------------------- | ------------------------------------ | ------------------------------------ | ------------------------------------ | ------------------------------------ | ------------------------------------ | ------------------------------------ | ------------------------------------ | ------------------------------------ | ------------------------------------ | ------------------------------------ | ------------------------------------ |
| Municipio de Gulripshi                                                 | -                                    | -                                    | -                                    | -                                    | -                                    | 51 706                               | 50 767                               | 54 962                               | 17 962                               | 18 032                               | 17 875                               |
| Ciudad de Gulripshi                                                    |                                      |                                      | 4906                                 | -                                    | -                                    | 3363                                 | 8012                                 | 10 697                               | 3575                                 | 3910                                 | 3865                                 |
| Datos: Estadística de población de Georgia desde 1897 hasta hoy. Nota: |                                      |                                      |                                      |                                      |                                      |                                      |                                      |                                      |                                      |                                      |                                      |

Tras la guerra en Abjasia se produjo un cambio drástico en la composición poblacional. Los georgianos era el grupo étnico mayoritario antes de la guerra y tras ella, pasaron a ser dominantes los armenios y abjasios. Los georgianos pasaron de suponer el 51% de la población a un mínimo 4,7%; este fenómeno se denomina en muchas ocasiones como la limpieza étnica de georgianos en Abjasia. 
|              | 1979      | 1979       | 2011      | 2011       |
| Grupo étnico | Población | Porcentaje | Población | Porcentaje |
| ------------ | --------- | ---------- | --------- | ---------- |
| Georgianos   | 26 138    | 51,5%      | 833       | 4,7%       |
| Abjasios     | 834       | 1,6%       | 6057      | 33,6%      |
| Rusos        | 7734      | 15,2%      | 2048      | 11,4%      |
| Ucranianos   | 845       | 1,7%       | 162       | 0,9%       |
| Armenios     | 13 328    | 26,3%      | 8430      | 46,8%      |
| Griegos      | 927       | 1,8%       | 125       | 0,7%       |
| Total        | 50 767    | 100%       | 18 032    | 100%       |

Actualmente los abjasios son mayoría en Babushara, Bagmarani y Gulripshi; mientras que los armenios son mayoría en el resto de pueblos. Azhara es el único pueblo en toda Abjasia con mayoría de población de georgianos esvanos.

## Galería

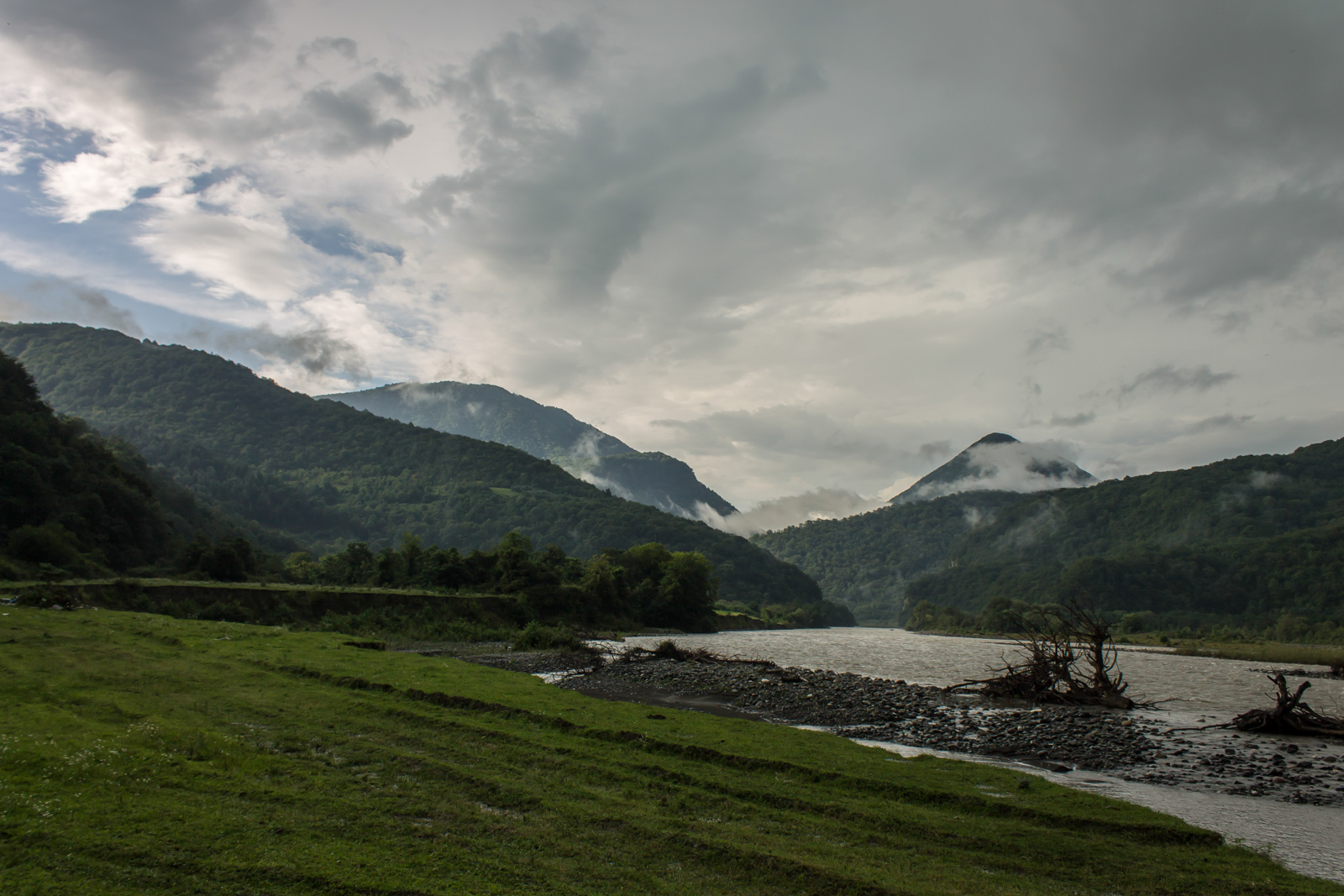
Río Kodori con el Cáucaso de fondo
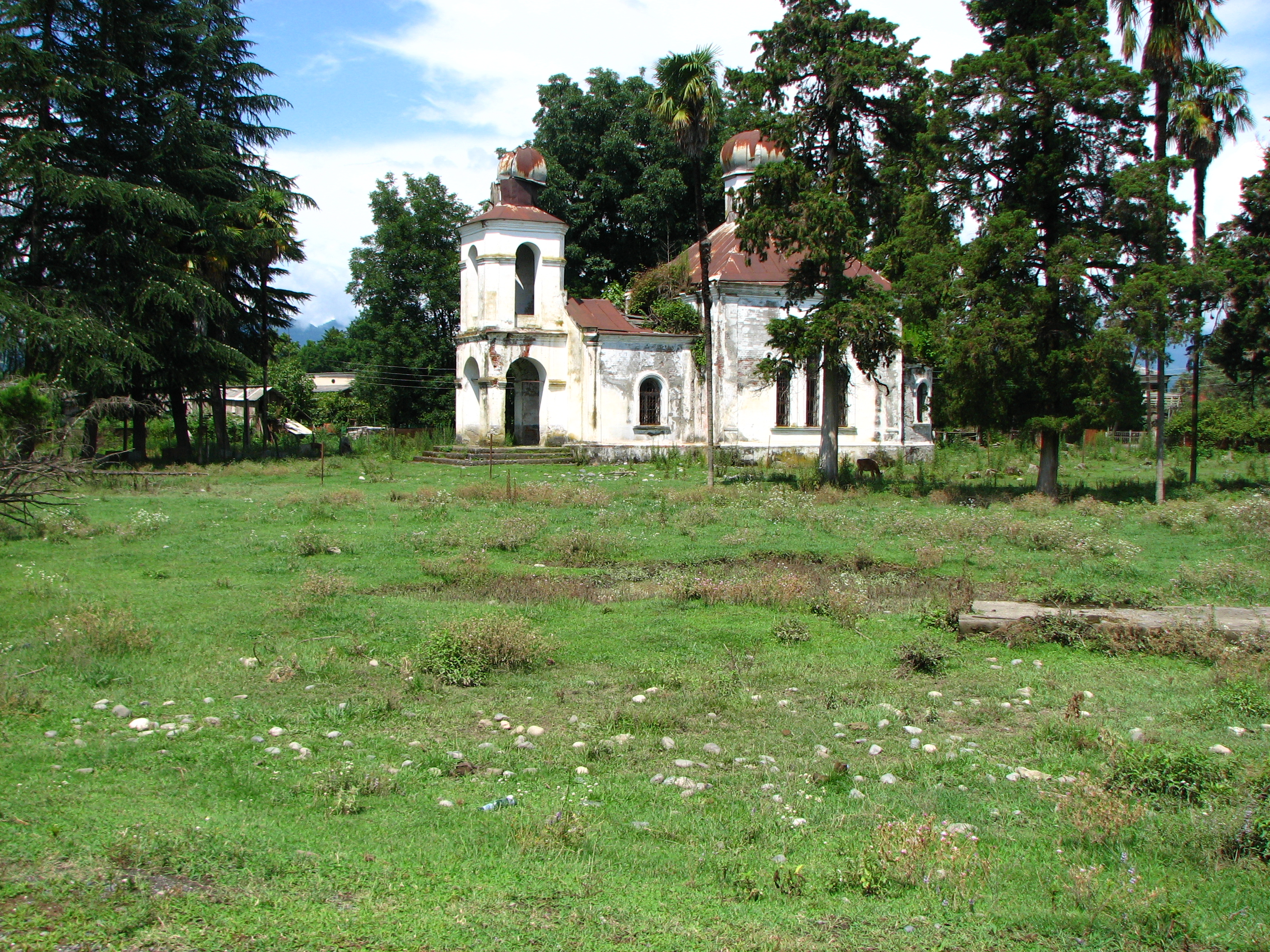
Iglesia destruida en Vladímirovka
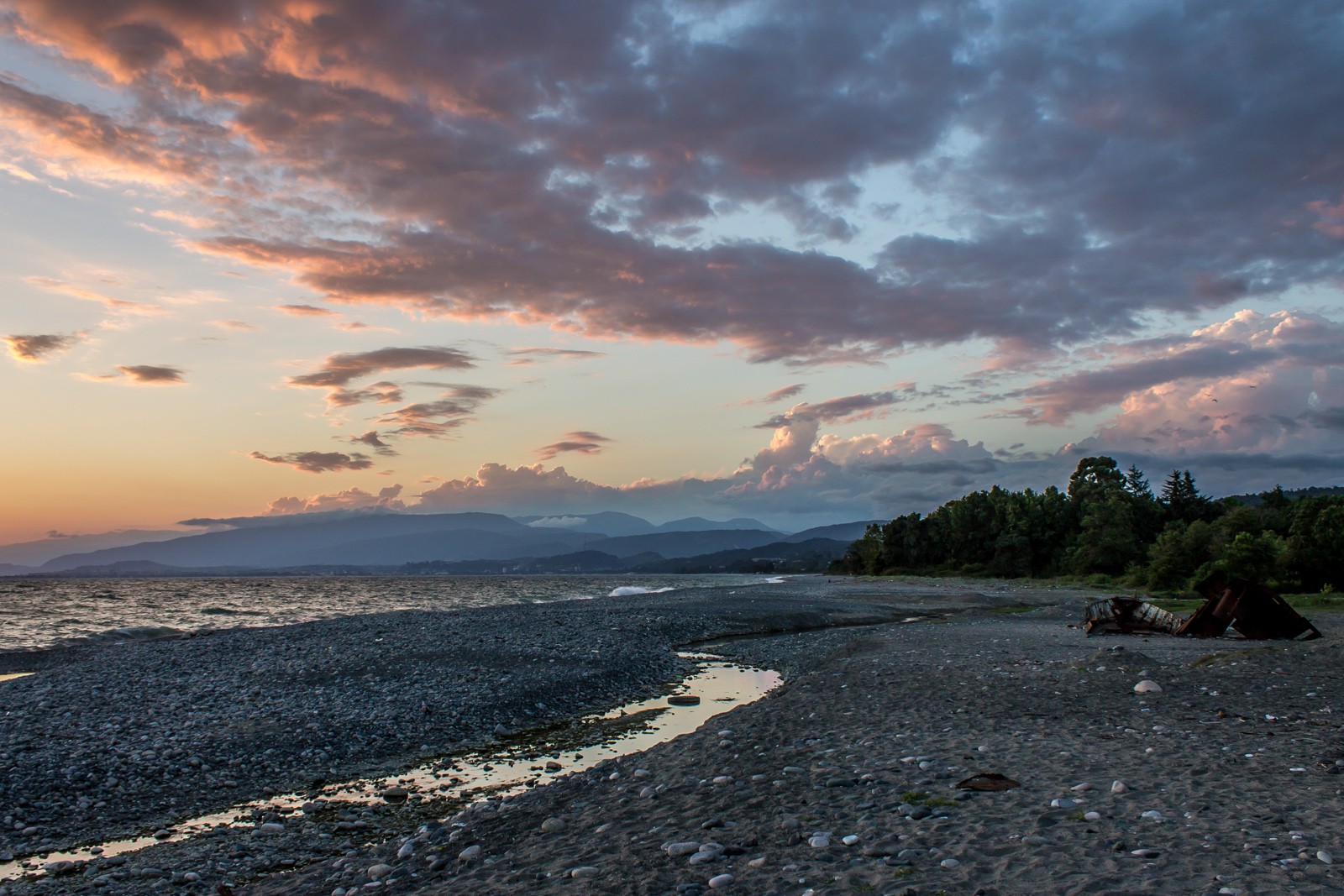
Atardecer en la costa de Gulripshi
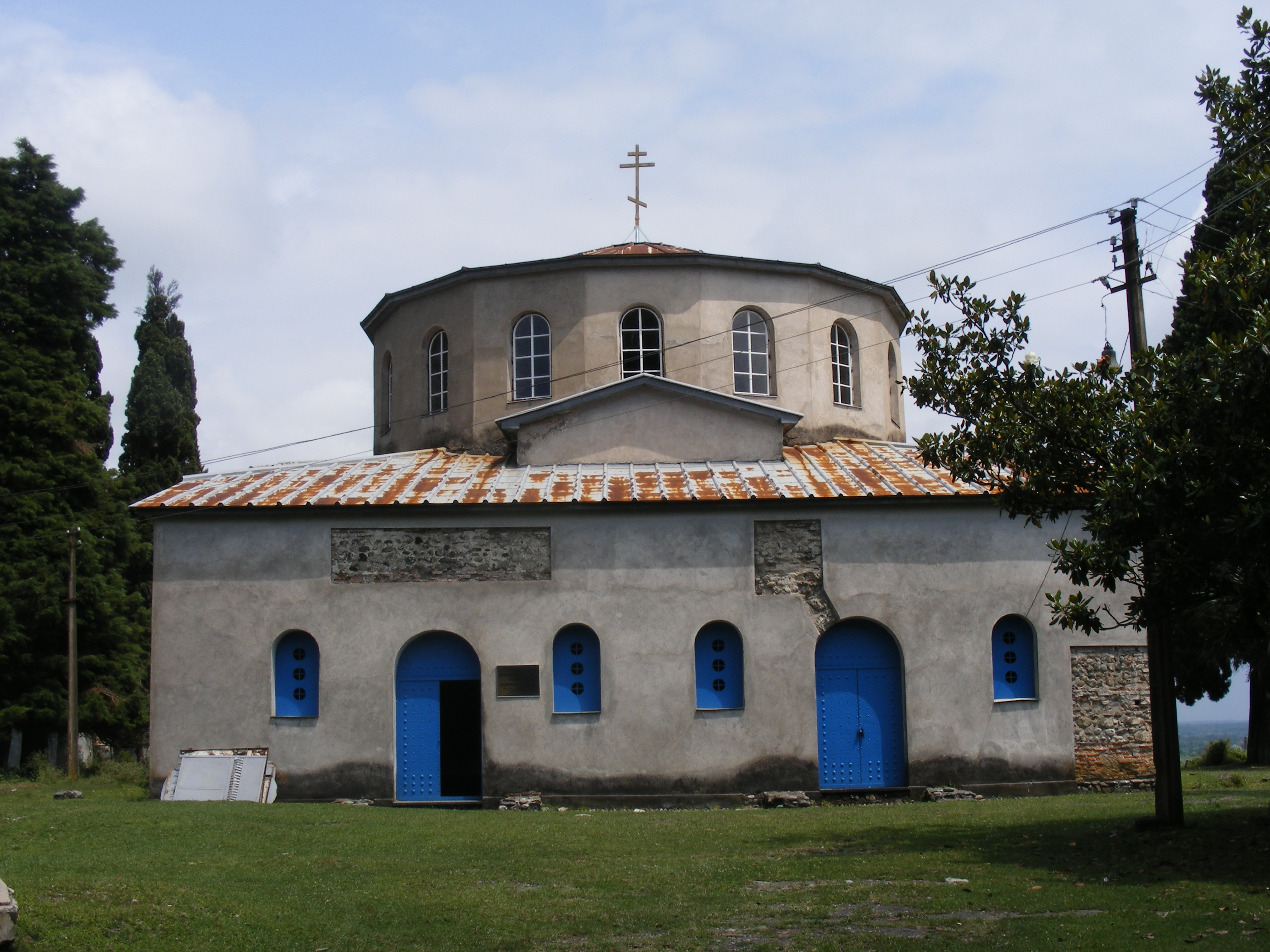
Catedral de Dranda